# EHC Feldkirch 2000
EHC Feldkirch 2000, ishockeyklubb från Feldkirch i Österrike. Precis som namnet säger grundades klubben år 2000. Det var en ombildning av klubben VEU Feldkirch, som bildades 1927 och gick i konkurs 2000. Man spelar sina matcher i Vorarlberghalle.

## Meriter
- European Hockey League: 1998
- Österrikiska mästare (ishockey): 1982, 1983, 1984, 1990, 1994, 1995, 1996, 1997, 1998